# Mintaapák
A Mintaapák magyar televíziós vígjátéksorozat, az argentin Señores papis című sorozat szlovák adaptációjának (Oteckovia) a magyar adaptációja, de a magyar sajátosságokat figyelembe véve a hazai közönség ízlésére formálták az alkotók.
Az első epizódját 2019. november 11-én mutatta be az TV2 televíziós csatorna.
A sorozat főcímdala az első két évadban az OliverFromEarth zenekartól a Lemegy az égről a nap című dala. A harmadik évadban a The Sign zenekartól az Ez a perc.
A koronavírus gyors terjedése miatt leállt a forgatás, így 2020. április 3-án szünetre vonult a sorozat. A forgatást július elején újraindították, az új részek augusztus 24-én indultak újra. A 3. évad 2021. augusztus 23-án mutatták be.
2021. november 8-án a Super TV2-re tették a sorozatot.
2022. január 18-án bejelentették, hogy a 3. évaddal véget ért a sorozat.

## Ismertető

### 1. évad
A sorozat négy, egymástól függő család életét mutatja be központban négy apukával, akikben egy a közös: a gyermekeiknek a legjobbat szeretnék, ez okoz pár konfliktust és félreértést. 
Szalay Géza (Fenyő Iván) exválogatott focista, ám az élete egy (vagy több) váratlan fordulat során teljesen másik irányba megy, és egyszer csak egyedül találja magát. Vagy nem is olyan egyedül, hanem a három fiával. Családi pizzériájuk van, nagyon sóher karakter. 
Géza nővérének az exférje, Kovács Miklós szintén három gyermekkel és két kapcsolattal szenved, építésvezetőként dolgozik, alapjáraton egy nagyon jószívű, de csapongó típus. Géza és Miki barátja, dr. Bartha Szabolcs (Klem Viktor) sikeres sztárügyvéd, határtalan sármmal, amit mindig hasznosít is, minden este más nő ízlelheti meg ezt a férfit, akinek talán egyetlen és legrosszabb tulajdonsága, hogy nem tud felelősséget vállalni soha semmiért és képtelen elköteleződni, az apaságról hallani se akar, szerinte az nem a maga fajtájához való, egyszer viszont bekopogtat az ajtaján a „szerencse”… A három apa jó barát, sokszor esténként a pizzériában folytják a bánatuk egy korsó sörbe, meg egy fél óra dárcozásba, ám a környéken felbukkan egy új családapa, aki valaki szemében jóbarát, valaki szemében a lódoktor, de szerez egy ellenséget is, ha csak kis időre: mindenki kedvenc állatorvosa, dr. Molnár Tamás (Szabó Kimmel Tamás) új a környéken, egyedül neveli a kislányát, Julit, akinek az édesanyja már sajnos egy autóbalesetben halt meg.

### 2. évad
Géza, aki feleségével, Klárával egyre jobban elmérgesedik a kapcsolatuk. Szabi, a sztárügyvéd, aki új dolgok elé néz apaként és közben pedig élete nőjét keresi. Tamás, a megözvegyült állatorvos, aki a boldogságot és megnyugvást keres önmaga és a lánya számára. És Miki, aki két család közt vergődik és mindig bajt okoz.

### 3. évad
Géza a tragédia után vidékre költözik a családjával. Szabi a híres műsorvezetőbe, Annába szeret bele. Tamás titkol valamit Linda és a lánya, Juli elől. Miki és Vera lánya, Csenge pedig modellkedni kezd.

## Szereplők

### Főszereplők
| Név                                       | Színész                      | Leírás | Évad |
| ----------------------------------------- | ---------------------------- | --- | ---- |
| Szalai Géza                               | Fenyő Iván (1. évad)         | Régen sztárfocista volt, most pedig pizzéria tulajdonos. Géza minden helyzetben az alfahím szerepét játssza, férjként és apaként is. Egyedül tartja el családját, ezért feleségének, Klárinak sosem engedte, hogy munkát vállaljon. Vera és Ádám testvére. Egy rövid ideig Zsuzsival kavar, de később mégis Klárát választja. Klára szülés után meghalt, így a gyerekekkel együtt leköltöznek az anyosához. | 1    |
| Szalai Géza                               | Kamarás Iván (2–3. évad)     | Régen sztárfocista volt, most pedig pizzéria tulajdonos. Géza minden helyzetben az alfahím szerepét játssza, férjként és apaként is. Egyedül tartja el családját, ezért feleségének, Klárinak sosem engedte, hogy munkát vállaljon. Vera és Ádám testvére. Egy rövid ideig Zsuzsival kavar, de később mégis Klárát választja. Klára szülés után meghalt, így a gyerekekkel együtt leköltöznek az anyosához. | 2–3  |
| Dr. Bartha Szabolcs                       | Klem Viktor (1. évad)        | Egy igazán jóképű, sikeres ügyvéd, aki kimagaslóan jó problémamegoldó képességgel rendelkezik. Azonban kissé önző jellem, képtelen bármilyen felelősségvállalásra és ezt női partnerei is tudják. Sőt, pont ezért szeretik, hogy kötelezettségek nélkül lehetnek együtt ezzel a sármos férfival. Emmával együtt él, addig míg Danit el nem viszi az anyja. Utána Emmát hibáztatja. Annába volt szerelmes. A 3. Évad végén újra összejönnek Emmával. | 1    |
| Dr. Bartha Szabolcs                       | Makranczi Zalán (2–3. évad)  | Egy igazán jóképű, sikeres ügyvéd, aki kimagaslóan jó problémamegoldó képességgel rendelkezik. Azonban kissé önző jellem, képtelen bármilyen felelősségvállalásra és ezt női partnerei is tudják. Sőt, pont ezért szeretik, hogy kötelezettségek nélkül lehetnek együtt ezzel a sármos férfival. Emmával együtt él, addig míg Danit el nem viszi az anyja. Utána Emmát hibáztatja. Annába volt szerelmes. A 3. Évad végén újra összejönnek Emmával. | 2–3  |
| Dr. Molnár Tamás                          | Szabó Kimmel Tamás (1. évad) | Pár éve veszítette el feleségét egy autóbalesetben, azóta lányát, Julit egyedül neveli. Állatorvosként dolgozik, így rajong a természetért, de muszáj volt a városba költözniük Julival, hogy anyósa közelében legyenek. Egy ideig Márta, majd később Linda párja lesz. | 1    |
| Dr. Molnár Tamás                          | Száraz Dénes (2–3. évad)     | Pár éve veszítette el feleségét egy autóbalesetben, azóta lányát, Julit egyedül neveli. Állatorvosként dolgozik, így rajong a természetért, de muszáj volt a városba költözniük Julival, hogy anyósa közelében legyenek. Egy ideig Márta, majd később Linda párja lesz. | 2–3  |
| Kovács Miklós                             | Mészáros Béla                | Építésvezetőként dolgozik, akit az alkalmazottak nagyon szeretnek. De a munka mellett a családot is nagyon fontosnak tartja. Mivel neki kettő is van, mióta elvált Verától és új családtaggal bővültek Petrával, ezért még inkább szeretne gyerekeinek mindent megadni, amit csak lehet. Azonban sokszor küzd magánéleti problémákkal, mert fél, hogy valakit megbánt döntéseivel, így inkább hazudik, hogy béke maradjon a családban. Klára testvére. Miután többször hazudott Petrának, szakítanak. A második évad végén Verával újra összeházasodnak.  | 1–3  |
| Szalai Ádám                               | Mátyássy Bence               | Géza és Vera testvére. A barátja temetésére jön haza Magyarországra. Ágival közösen megörökölték Imre edzőtermét. Géza pedig neki adja a pizzériát | 2–3  |
| Szalai Vera                               | Botos Éva                    | Óvodavezető óvónő, később iskolát alapítanak Mikivel, nagyon elkötelezett a munkáját illetően, és roppant elismert a szakmájában. Sajnos a magánéletében már nem ilyen sikeres, ugyanis úgy érzi, kudarcot vallott feleségként, mikor Miki elhagyta őt Petráért. Azonban mindent megtesz, hogy jó példát mutasson gyermekeinek! Géza és Ádám testvére. Mikivel újra összeházasodnak. | 1–3  |
| Hoffmann Petra                            | Földes Eszter                | Fodrászként dolgozik, Igazi nagyhangú, vagány csajszi, aki mindig a pasik kedvence volt, azonban Petra Mikiben találta meg a nagy Ő-t. Régóta vágyott családra, de most, hogy születendőben van gyermekük, kezd egy kicsit bizonytalan lenni abban, hogy jó anyja lesz-e kisfiának. Emma testvére. Miki folyamatosan hazudik neki ezért szakítanak. Egy gazdag férfi (Albert) barátnője. | 1–3  |
| Hoffmann Emma                             | Kuna Kata                    | Szabi mellett dolgozik, mint ügyvédbojtár. Emma igazi maximalista, aki bizonyítani akar főnökének, mert azt szeretné, ha komoly szakemberként tekintenének rá az emberek. Éppen ezért elviseli Szabi irritáló dolgait, mert tudja, hogy ha jól teljesít most, akkor később csodás karrierje lehet. Petra testvére. András és Szabi volt barátnője. Szabival akkor szakítanak, amikor őt hibáztatja, hogy Danit elvitte az anyja. Később egy kis ideig újra összejön Andrással. Majd Bálintal jár de miután a férfi megcsalja újra összejön Szabival.      | 1–3  |
| Sipos Linda                               | Kovács Patrícia (1. évad)    | Óvónőként dolgozik Vera óvodájában. Nagyon gyerekcentrikus és egyre gyakrabban játszik el azzal a gondolatattal, hogy ő is szeretne lassan egy kisbabát. De nem biztos benne, hogy ezt az elkötelezettséget jelenlegi párjával, Janóval képzeli el. Később szakít Janóval. László és Éva lánya. Később összejön Mihállyal akivel később egy hazugság miatt szakít. Nagy nehezen de összejön Tamással. Rájön, hogy tanító szeretne lenni. | 1    |
| Sipos Linda                               | Szávai Viktória (2–3. évad)  | Óvónőként dolgozik Vera óvodájában. Nagyon gyerekcentrikus és egyre gyakrabban játszik el azzal a gondolatattal, hogy ő is szeretne lassan egy kisbabát. De nem biztos benne, hogy ezt az elkötelezettséget jelenlegi párjával, Janóval képzeli el. Később szakít Janóval. László és Éva lánya. Később összejön Mihállyal akivel később egy hazugság miatt szakít. Nagy nehezen de összejön Tamással. Rájön, hogy tanító szeretne lenni. | 2–3  |
| Varró Zsuzsi                              | Pataki Szilvia               | A pizzéria alkalmazottja. Géza volt barátnője. Miután Géza visszamegy Klárához felmond és elköltözik. Később visszatér a pizzériába. | 1–3  |
| Erdei Ágnes “Ági”                         | Erdélyi Tímea                | Özvegy, kétgyermekes anyuka. Ádámmal közösen megörökölték Imre edzőtermét, de később eladják. | 2–3  |
| Alíz                                      | Bánovits Vivianne            | Tanár és jóga oktató az iskolában. | 3    |
| Hédi                                      | Fehér Anna                   | Géza, Vera, és Ádám anyósa. Klára és Miki édesanyja. Máté, Levi, Csabi, Klári, Csenge, Hanna és Muki nagyanyja. | 3    |
| Kovács Mátyás                             | Mucsi Zoltán                 | Géza, Vera, és Ádám apósa. Klára és Miki édesapja. Máté, Levi, Csabi, Klári, Csenge, Hanna és Muki nagyapja. | 3    |
| Szalai Máté                               | Kerekes Márton (1. évad)     | Géza és Klára legidősebb fia, imád videojátékozni, mindene a BMX-ezés. Dorka volt barátja. Jelenleg Zita új barátja. | 1    |
| Szalai Máté                               | Grasso Marco (2–3. évad)     | Géza és Klára legidősebb fia, imád videojátékozni, mindene a BMX-ezés. Dorka volt barátja. Jelenleg Zita új barátja. | 2–3  |
| Szalai Csaba                              | Dervarics Patrik             | Géza és Klára legkisebb fia. | 1–3  |
| Szalai Levente                            | Vida Bálint                  | Géza és Klára középső fia, aki rettentően okos és értelmes fiú. | 1–3  |
| Bartha Dániel                             | Pék Ádám                     | Szabi és Kata fia, akit az anyja lepasszolt az apjának. Édes, cuki, szerethető kisfiú, aki sokszor mond ki nagy életigazságokat. Szeret Emmával lenni. | 1–3  |
| Molnár Júlia                              | Vághy Vivien                 | Tamás egyetlen lánya. Nemrég halt meg az anyukája, így vágyik arra, hogy Linda óvónéni összejöjjön az apukájával. | 1–3  |
| Kovács Csenge                             | Gáspárfalvi Dorka            | Vera és Miki legidősebb gyermeke, aki nemrég lépett be a kamaszkorba. Mostohaanyját, Petrát nem bírja, zavarja, hogy az új baba érkeztével ő és húga hátrébb szorultak. | 1–3  |
| Kovács Hanna                              | Magyar Olivia                | Vera és Miki legkisebb lánya, makacs, akaratos kislány, aki ha nem kap meg valamit, lefekszik a földre és hisztizik. | 1–3  |
| Erdei Fruzsi                              | Nagy Rebeka                  | Imre és Ági lánya. | 2–3  |
| Erdei Norbi                               | Orbán Tamás Dorián           | Imre és Ági fia. Ádám keresztfia. | 2–3  |
| Kovács Miklós “Muki”                      | Málinger Botond              | Petra és Miki fia. Csenge és Hanna féltestvére. | 1–3  |
| Szabó Janó                                | Stohl András                 | Janó nagyon jól szót ért mindenkivel, mivel költöztető cége van, így elég gyakran dolgozik emberekkel. Egyedül szerelme, Linda az, akiben nagyon megbízik és próbál mindent megtenni a lány érdekében, de sajnos egyre inkább csak ellöki magától, később szakítanak. Egy ideig Petrával majd Katával járt. | 1–3  |
| Dr. Szentmarjay Oszkárné dr. Wágner Teréz | Egri Márta                   | Orvos. Tamás anyósa. Juli nagymamája. | 1–3  |
| (Szalainé) Kovács Klára                   | Polyák Lilla                 | Géza feleségeként a család feladatait látja el, mint háztartásbeli. Imádja férjét és három fiát, de egyre gyakrabban játszik el a gondolattal, hogy ő is elmenjen dolgozni. Az évek során fantasztikus szakácsnő lett és szeretné, ha ezt férje is értékelné és megengedné, hogy a pizzéria étlapját bővítsék az ő süteményeivel. Miki testvére. Rövid ideig Zsolttal él, de később mégis Gézát választja. Majd kiderül, hogy terhes. A gyerek apja egy ideig kérdéses, majd kiderül, hogy Klára Gézától terhes. A szülés után kómába esett majd meghalt. | 1–2  |

### Mellékszereplők
| Név                          | Színész             | Leírás | Évad |
| ---------------------------- | ------------------- | --- | ---- |
| Dombóvári Dorka              | Kern Adrienn        | Zsolt lánya. Később Máté barátnője. | 1–3  |
| Halmos Igor                  | Gáspár András       | Klára volt főnöke. | 1–3  |
| Dombóvári Zsolt              | Káli Gergely        | Vívásoktató, Klárával együtt éltek, végül Klára Gézát választotta. Dorka édesapja.                                                                                             | 1–3  |
| Szombathelyi András          | Antal Bálint        | Ügyvédbojtár. Emma volt barátja és egyetemi csoporttársa. Jelenleg Katával jár.                                                                                                | 1–3  |
| Sipos László                 | Csuha Lajos         | Linda szülei. Imádják Janót, szerintük ő a tökéletes férj Linda számára. Tamást viszont utálják. Linda életébe rengetegszer beleszólnak.                                       | 1–3  |
| Sipos Éva                    | Tallós Rita         | Linda szülei. Imádják Janót, szerintük ő a tökéletes férj Linda számára. Tamást viszont utálják. Linda életébe rengetegszer beleszólnak.                                       | 1–3  |
| Flóra                        | Barta Veronika      | Levi barátja. Nagyon okos és tudálékos. Szerelmes Levibe. | 1–3  |
| Ötvös Kata                   | Holecskó Orsolya    | Dani anyja, Szabi, Iván és Janó ex-barátnője. András jelenlegi barátnője. | 2–3  |
| Kalmár Gerda                 | Horváth Lili        | Pszichológusnő, aki a sorozat számos szereplőit kezeli különböző problémák esetén.                                                                                             | 2–3  |
| Robi                         | Prukner Mátyás      | Csenge volt pasija. | 2–3  |
| Kocsis Márta                 | Kiss Diána Magdolna | Menhely-tulajdonos. Tamás volt barátnője. Érzelmileg terrorizála Tamást | 2    |
| Pietro                       | Mladoniczki Dávid   | A pizzéria alkalmazottja. | 2    |
| Iván                         | Rajkai Zoltán       | Kata volt barátja, egy maffiózó aki visszaköveteli a pénzt amit Katára költött.                                                                                                | 2    |
| Szigeti Mihály / Rácz Mihály | Inotay Ákos         | Linda titokzatos pasija. Azt hazudja Lindának, hogy repülőgép pilóta, de végül Tamás lebuktatja. Kiderűl, hogy egy számítógép szervizbe dolgozik és az igazi neve Rácz Mihály. | 2    |
| Szentiványi Anna             | Lékai-Kiss Ramóna   | Tévés műsorvezető. Elvált, egy gyermekes anyuka. | 3    |
| Panna                        | Krakk Szonja Málna  | Anna lánya. | 3    |
| Vida Karola                  | Tóth Andi           | Tévés szerkesztő, aki Anna helyére pályázik. | 3    |
| Szemes Bálint                | Bán Bálint          | Az iskola tesi tanára. | 3    |
| Szalai Klárika               | Szabados Zsófia     | Géza és Klára gyereke. | 3    |
| Sipöcz Gyula                 | Badár Sándor        | Vidéki iskolaigazgató. | 3    |
| Barabás Zita                 | Gombó Viola Lotti   | A vidéki iskola titkára. | 3    |
| Egressy Albert               | Seress Zoltán       | Petra új pasija. | 3    |
| Sipöcz Ákos                  | Kaszás Márk         | Gyula fia. Levi osztálytársa. Gergő és Emil barátja. | 3    |
| Horváth Emil                 | Steiner Lévi        | Levi osztálytársa. Gergő és Ákos barátja. | 3    |
| Tenkes Gergő                 | Pászti Zalán        | Levi osztálytársa. Ákos és Emil barátja. | 3    |
| Alex                         | Kirády Marcell      | Csenge, Dorka és Robi osztálytársa. Áron és Zsombor barátja. | 3    |
| Zsombor                      | Marics Peti         | Csenge, Dorka és Robi osztálytársa. Áron és Alex barátja. | 3    |
| Áron                         | Bódis Emánuel       | Csenge, Dorka és Robi osztálytársa. Alex és Zsombor barátja. | 3    |
| Lili                         | Péntek Fanni        | Pizzéria pincérnője, szoros barátságot ápol Ádámmal. | 3    |

### További szereplők

#### Az első évad epizódszereplői
- Bacsa Ildikó – banki ügyintéző
- Baranyi Péter – Szikszay
- Barbinek Péter – Várady
- Borbély Richárd – Szabi ügyfele
- Czifra Krisztina – ügyvéd
- Előd Álmos – Balázs
- Endrédy Gábor – Sallai Rómeó
- Fabó Györgyi – magyartanárnő
- ifj. Fillár István – Dr. Szirtes László
- Fon Gabi – bírónő
- G. Mezei Mária – Zsófia
- Gula Péter – Horváth Károly
- Hábermann Lívia – Szabina
- Herczeg Adrienn – Gaál Irma
- Herrer Sára – Andrea
- Hevesi-Tóth Evelin – ruhabolti eladó
- Illyés Barna – orvos
- Jáger András – rendőr
- Jakab Csaba – Kelemen doktor
- Jegercsik Csaba – rendőr
- Karsai István – Morvai
- Létay Dóra – Váraljai Noémi
- Málnai Zsuzsa – Edit
- Móga Piroska – Virág
- Nagy Enikő – Szirmai Ottó felesége
- Páder Petra – Szilvia
- Rák Kati – Miki ügyfele
- Schlanger András – Miki főnöke
- Szalontay Tünde – Rajnák Judit
- Szántó Balázs – helikopterpilóta
- Szűcs Krisztina – rendőr
- Tímár Éva – Dani dédanyja
- Tóth Sándor – Robi
- Turi Bálint – kutyatulajdonos

#### A második évad epizódszereplői
- Ács Norbert – reklamáló vendég
- Balczó Péter – járokelő
- Bátor Bence – ingatlanos
- Berencsy Martin – Kari
- Chován Gábor – Imre
- Ficzere Béla – Atosz
- Földesi Ágnes Villő – Brigi
- Földi Ádám László – Ede
- Friedenthál Zoltán – nőgyógyász
- Gere Dénes – Gábor
- Gosztonyi Csaba – Bodrogi
- Göttinger Pál – Gyuszkó
- Haumann Petra – Edit
- Holl Zsuzsa – idősebb hölgyvendég
- Kazári András – vendég
- Kecskés Karina – Heni
- Kiss Árpád – törzsvendég
- Kiss Erika – hivatalnoknő
- Kiss Gábor – bácsi
- Kiss Zoltán – férj ügyvédje
- Koffler Gizella – Ica néni
- Koltai Judit – Dömötörné
- Kozma Ákos – kamasz
- Kricsár Kamill – Janó orvosa
- Lázár Balázs – gyászhuszár
- Márfi Márk – biciklis
- Mesterházy Gyula – Morvai
- Molnár Judit – Bedécs
- Palotás Ágnes – oktatónő
- Pataki Ferenc – Rábai
- Penke Bence – oktató
- Rák Kati – Erzsike
- Rák Zoltán – ügyfél
- Renácz Zoltán – Janó haverja
- Sipos Vera – Violetta
- Sirkó László – Béla
- Szatmári Attila – Barkó
- Szilvási Judit – ügyintézőnő
- Szulák Andrea – Margóné
- Tar Renáta – drogériás
- Tasnádi Bence – énekes
- Tilla – önmaga
- Tóth Béla – építész
- Tóth Mátyás – türelmetlen vendég
- Törköly Levente – Agárdi
- Valiszka László – menedzser
- Vanya Tímea – Rábainé
- Varga Krisztina – diszpécser
- Végh Péter – Suhajda
- Zavaros Eszter – ékszerbolti eladónő
- Zöld Csaba – biztonsági őr

#### A harmadik évad epizódszereplői
- Babják Annamária – gazdi
- Balogh Bodor Attila – férj
- Barsi Márton – Bence
- Bodnár Vivien – doktornő
- Éry-Kovács Zsanna – Rita
- Fekete Tibor – Béla
- Fellinger Domonkos – Vince
- Gelencsér Tímea – önmaga
- Gere Dénes – Roland
- Herczegh Péter – rendőr
- Horváth Ákos – Arnold
- Horváth István – igazgató
- Király Viktor – önmaga
- Kiss Árpád – vendég
- Kolnai K. Gergely – István
- Kovács Olga – anyuka
- Kovács Róbert – Pista
- Lugosi György – Péter
- Márfi Márk – Anti
- Mészáros István – idősödő férfi
- Mórocz Adrienn – Klaudia
- Mucsi Kristóf – instruktor
- Nagy Katica – Olgi
- Ördög Nóra – önmaga
- Palik László – önmaga
- Papp Annamária – Erik
- Rubóczki Márkó – csapatvezető
- Schruff Milán – Zoltán
- Szabados Zsuzsa – feleség
- Szokol Péter – férfi
- Tolnai Hella – Vivien
- Tóth Tibor – Lajos
- Umbráth László – orvos
- Urmai Gábor – portás
- Vadász Gábor – Ifj. Pákai Zoltán
- Varga Viktor – önmaga
- Viktor Balázs – Nándi

## Epizódok
| Évad | Évad          | Részek száma | Részek száma      | Eredeti sugárzás    | Eredeti sugárzás  | Eredeti adó |
| Évad | Évad          | Részek száma | Részek száma      | Évadbemutató        | Évadzáró          | Eredeti adó |
| ---- | ------------- | ------------ | ----------------- | ------------------- | ----------------- | ----------- |
|      | 1             | 97           | 97                | 2019. november 11.  | 2020. április 3.  |             |
|      | 2             | 113          | 113               | 2020. augusztus 24. | 2021. május 29.   |             |
|      | Különkiadások | 5            | 5                 | 2021. május 31.     | 2021. június 4.   |             |
|      | 3             | 85           | 55                | 2021. augusztus 23. | 2021. november 5. |             |
| 30   | 3             | 85           | 2021. november 8. | 2021. december 17.  |                   |             |

## Forgatás
„Jelenleg tíz állandó és jónéhány külső helyszínen folyik a TV2 egyik legnagyobb produkciójának forgatása. A stúdiótérben többek között óvoda, pizzéria, ügyvédi iroda és lakásbelsők kerültek kialakításra. Ez azt jelenti, hogy csaknem 2000 négyzetméteren épültek fel a sorozat díszletei. A háttérmunkában nagyjából négyszáz ember vesz részt folyamatosan. Nagy kihívás, de szeretjük, ahogy remélem, a nézők is szeretni fogják a négy mintaapa igen szórakoztató történetét.” – mondta Kirády Attila, a TV2 Csoport kreatív igazgatója, a sorozat producere.
2020 áprilisában a sorozat forgatását a koronavírusra vonatkozó szabályok értelmében fel kellett függeszteni. A második évad forgatása július elején kezdődött, és novemberig tartott.
A TV2 bejelentette, hogy berendelték a sorozat harmadik évadját. A forgatás 2021 májusában kezdődött meg.

## Személyi változások
Kirády Attila távozott a sorozat éléről, helyét Gát György vette volna át, de meg nem nevezett indok miatt másfél hét után ő is távozott. Az új vezető producer Szabó Zsolt, a Drága örökösök korábbi producere lett.
Fenyő Ivánon kívül Szabó Kimmel Tamás, Kovács Patrícia és Klem Viktor sem fog szerepelni a sorozat folytatásában. Fenyő Iván szerződését nem hosszabbították meg. Szabó Kimmel Tamás és Klem Viktor „emberi és magatartásbeli problémák” miatt nem lesz látható, ezt azonban mindkét színész cáfolta. Ráadásul az előző napon Szabó Kimmel Tamás bejelentése után még azt nyilatkozta a TV2, hogy őket is meglepte a távozása. Másnap Kovács Patrícia is bejelentette, hogy saját döntésre kilép a sorozatból. Szalay Gézát a továbbiakban Kamarás Iván, Dr. Molnár Tamást Száraz Dénes, Dr. Bartha Szabolcsot pedig Makranczi Zalán alakítja. Kovács Patrícia utódja Szávai Viktória lesz. A TV2 hivatalosan nem jelentette be, de a plakátokon már nem Kerekes Márton szerepel Mátéként, hanem Grasso Marco. Később bejelentették, hogy Kerekes Márton tanulmányai miatt nem folytatta a sorozatot.
A 3. évad forgatása előtt Polyák Lilla karakterét kiírták, így a színésznő nem lesz látható a folytatásban.